# 華麗金姬蛛
華麗金姬蛛为姬蛛科金姬蛛屬下的一个种。